# 井上陽平
井上 陽平（いのうえ ようへい、1978年3月28日（46歳） - ）は、日本のダンサー、コレオグラファー振付師、演出家。

## 人物・来歴
中学生の頃からストリートダンスを始め、ダンスチーム「スタイルK」で、中学3年生の時に大阪ダンスディライトで優勝する。その後、平均年齢が10歳近く上のチームCOLORSに15歳で加入し、数々のコンテストを優勝で総なめにする。17歳の時、COLORSでテレビ番組のダンスコンテストの全国大会で優勝し、Globeを生んだ小室哲哉発掘オーディションではショーダンサーを務める。avexダンスキャンプ95では、6万人の前でダンスチームCOLORSとして、パフォーマンスを披露した。同年、チーム脱退後、遊び心で応募した第9回ジュノンスーパーボーイコンテストで最終選考まで残り、ジュノンボーイとして契約する。それをきっかけに19歳で東京の芸能事務所に入り、役者活動をするが、自分には勘違いだと判断し、1年でダンスの世界にもどり、その後ダンサー、ダンス講師、様々な振付師として活躍する。24歳の時、自らのダンススタジオ、イルクパークスタジオを設立、親友の脚本家・大久保圭介と劇団「いれずみベービー」を結成し、主宰もした。

### 受賞歴
- 大阪ダンスディライトVOL2 優勝（1992年）
- エリアダンスコンテスト 第1回 優勝（1993年）
- エリアダンスコンテスト 第2回 優勝（1994年）
- エリアダンスコンテスト グランドチャンピオン大会 優勝（1994年）
- テレビ朝日 ぱふぉぱふぉゴングショーダンスコンテスト全国大会 優勝（1995年）

## 振り付け作品

### TV、CM
- CM 益若つばさ[CANDY DoLL] 2011 （2011年)
- CM イナズマイレブン ショウワノート文具（2011年）
- CM ワクワク新学期シリーズ ジュエルペット（2011年)
- 日本テレビ系列『コレってアリですか?』（バラエティ番組 2011年）
- BSキッズステーション「ピポンザABC」レギュラー放送（2012年4月 - ）
- CM ジャボニカ学習張 ヒップホップ小学校篇（2012年7月 - ）

### 映画
- 映画『EDEN』山本太郎主演（2012年11月）

### PV
- 加藤和樹7th SINGLE [欲情-libido-]（2010年）
- 加藤和樹8th SINGLE [灼熱フィンガーでFEVER]（2010年）

### イベント
- ガレッジセール単独ライブ チギれる感じ2000〜サンオイルプリーズ〜（2001年8月16日、本多劇場）
- ゲーム龍が如く ライブイベント
- COMIC×TOWN 『北斗の拳』IN SHIBUYA（2007年)
- 風香祭 第1回-11回と風香祭ファイナル（2007年-2010年)
- Sカップ シュートボクシング大会 風香入場パフォーマンス（2008年、埼玉スーパーアリーナ)
- 加藤和樹『欲情-libido-』リリースイベント（2010年)
- 加藤和樹[灼熱フィンガーでFEVER」リリース（2010年)
- 女子プロレス団体スターダム旗揚げからの振り付け
- ダンスユニット「Kちゃんパンダ」を作る（2011年1月- ）
- 格闘技団体DEEP オープニング（2012年)
- 格闘技団体jewels 長野美香入場パフォーマンス（2012年)

### 舞台
- 宝映テレビプロダクション 第1回公演 『スロービング』演出 振付（2001年）
- 天浪プロダクション 中島あずさ 舞台『ロマンクエスト』 ロボットナンバー（2002年）
- 「MOONDOGS」特別公演「GOMU」（2005年）
- 「いれずみベービー」旗揚げ公演 THE NINJA STAR 〜五反田忍者危機一髪〜（2006年4月13日-16日）
- 劇団タイムリミッツ第12回公演 「輪命」テレビ神奈川後援作品（2006年6月15日-6月18日)
- 新宿芸能第九回公演 「ドカチン～下北沢死闘編～」（2007年2月9日-18日）
- 劇団タイムリミッツ第13回公演 「ASIAN BUTTERFLY」（2007年3月8日-3月11日）
- 「いれずみベービー」第2回公演 宇宙で一番強い女 〜灼熱のキーロック〜（2007年4月25日-30日）
- 劇団新宿芸能社 第10回公演 「へそのはなし」（2007年9月14日-24日）
- 劇団タイムリミッツ 第14回公演 テレビ神奈川後援作品「鬼が見る 夢の名は修羅」（2007年9月20日-9月24日）
- 「いれずみベービー」第3回公演 爆裂!サイクロン学園（2007年11月2日-11日）
- 「いれずみベービー」第4回公演 ザ・クレージーファンタジー（2008年5月27日-6月1日）
- 「太陽がいっぱい!」～松下修の妄想的ShortStory（2008年10月16日-19日）
- 「いれずみベービー」第5回公演 ザ・バトルドクター伝説（2009年4月8日-12日）
- 劇団新宿芸能社 第13回公演「新橋フロリダ 」（2009年4月21日-4月26日）
- 劇団タイムリミッツ 第16回公演 『緑の方舟』（2009年7月17日-20日）
- 劇団新宿芸能社 第14回公演「長ぐつのロミオ」（2009年9月2日-9月9日）
- 劇団男魂第十回公演「男舞極道×HIPHOP」（2009年12月17日-28日）